# Oratorio di Sant'Agata (Astano)
L'oratorio di Sant'Agata è un edificio religioso del '600 che si trova a Costa, nel comune di Astano.

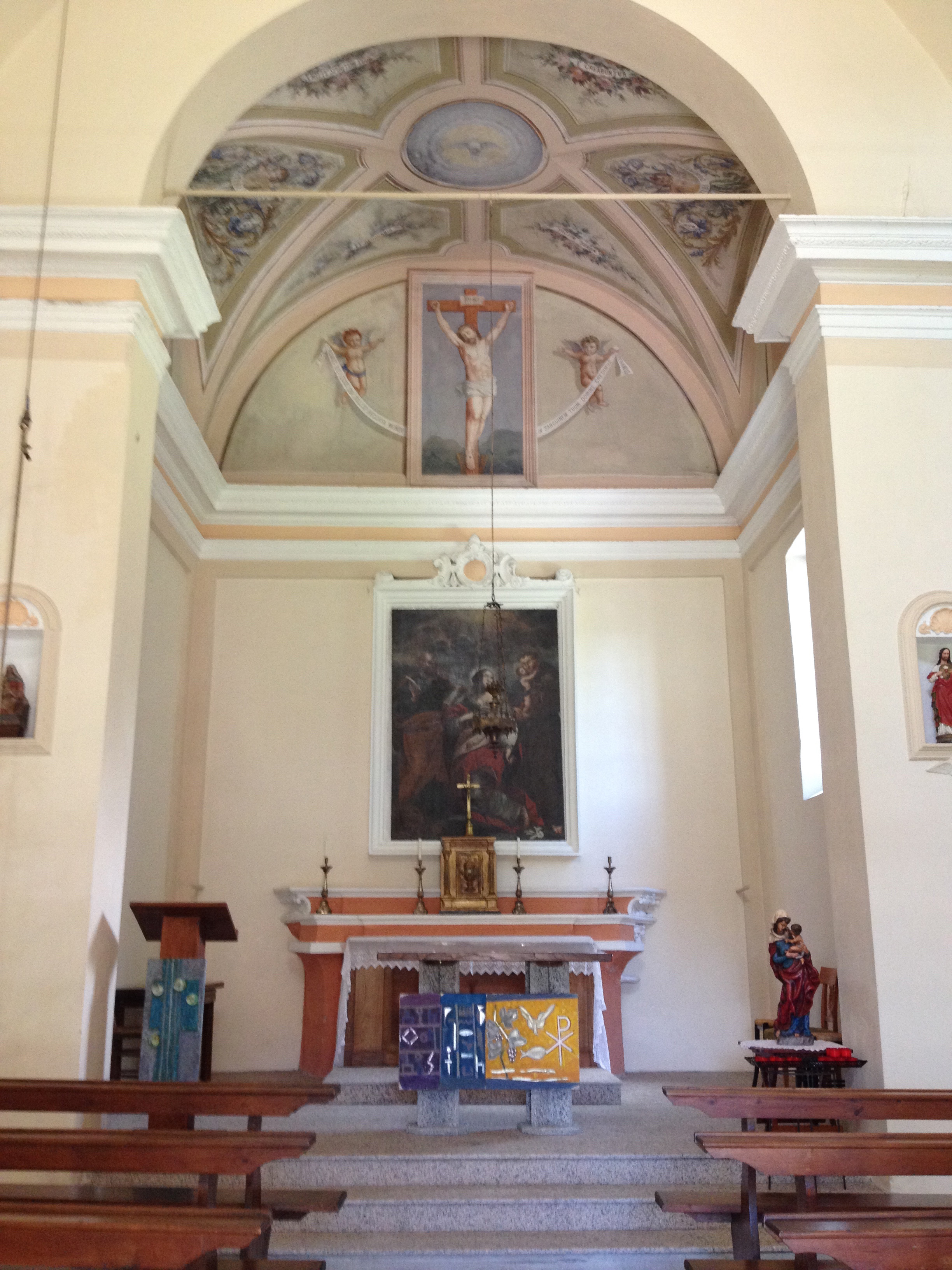
Interiore

## Storia
La costruzione dell'attuale edificio venne decisa nel 1665 , quale rifacimento di una cappella preesistente. Verso il 1970 il tetto è stato rifatto in laterizio . Fine anni '80 inoltre si è proceduto a restaurarne l'interno e in seguito accanto alla chiesa è stato realizzato un piccolo cimitero.

## Descrizione

### Esterni
La facciata è decorata da un affresco di sant'Agata martire.

### Interni
Di rilievo una pala d'altare che raffigura Sant'Agata con l'evangelista Marco e Sant'Antonio da Padova firmata Pomponius Ghisalbertus . L'opera commissionatagli dalla famiglia Demarchi, risale al 1668. Di poco posteriori sono le altre tele conservate nella chiesa: la Nascita di Gesù è del 1670 e il Martirio di Sant'Eurosia di Jaca del 1673.
La volta del coro, infine, fu affrescata a cavallo del XX secolo ].